# فيل كانتيلون
فيل كانتيلون (بالإنجليزية: Phil Cantillon)‏ هو لاعب دوري الرغبي أيرلندي، ولد في 2 يونيو 1976 في ويغان في المملكة المتحدة.